# Маркович Олександр Михайлович
Маркович Олександр Михайлович (1790, Сваркове — 1865) — український історик, етнограф. Брат Я. М. Марковича, онук Я. А. Марковича.
Написав «Опис Малоросії» (незакінчений і неопублікований), «Історичні нариси міста Глухова» і, гадають «Історію Русів». Народився с. Сварковому Глухівського повіту Чернігівської губернії, працював у Чернігові, де написав «Смеси или Записки ежедневные»